# Zhao Zhishan
Zhao Zhishan (ur. 26 kwietnia 1959) – chiński judoka.
Startował w Pucharze Świata w 1991. Brązowy medalista igrzysk azjatyckich w 1990 roku.